# Oh! Darling
Oh! Darling – utwór z albumu studyjnego Abbey Road, zespołu The Beatles, który został skomponowany przez Paula McCartneya (oficjalnie za twórców uznaje się duet Lennon/McCartney). W Japonii piosenka została wydana na singlu.

## Twórcy
1. Paul McCartney – wokal, gitara basowa
2. John Lennon – wokal wspierający, fortepian
3. George Harrison – wokal wspierający, gitara
4. Ringo Starr – perkusja